# Колганов, Леонид Семёнович
Леонид Семёнович Колганов (Фридлянд) (14 июня 1955, Москва — 16 мая 2019, Пыщин, Польша) — русский поэт и прозаик.

## Биография
Родился 14 июня 1955 года в Москве.
1972 — окончил среднюю школу.
1974 — поступил в университет (ушёл по собственному желанию).
1989 — лауреат VI московского совещания молодых писателей, принят в Комитет литераторов Москвы.
1989 — участник IX Всесоюзного совещания молодых писателей (семинар Олега Дмитриева и Евгения Храмова).
1991 — рекомендован А. Вознесенским на стипендию Фонда культуры.
1992 — гражданин Израиля.
2005 — почётный гражданин Кирьят-Гата,
2012 — лауреат журнала «Юность» в номинации «Поэзия» — премия имени Анны Ахматовой,
2015 — лауреат премии имени Давида Самойлова Союза русскоязычных писателей Израиля за книгу «Беспутный путь» , Член «Союза русскоязычных писателей Израиля», Международного союза писателей Иерусалима, Международного союза литераторов и журналистов APIA. Руководитель литературных объединений «Поэтический театр Кирьят-Гата» и «Негев» (в Беэр-Шеве) .
В 2016 году совместно с Валентиной Бендерской основал в Тель-Авиве Всеизраильский поэтический клуб «ПоВтор». Уникальностью данного клуба стали проводимые там Международные поэтические скайпмосты «Поэзия без границ», на которых побывали поэты из разных городов и стран: Израиля, Украины, Испании, Греции, России, Белоруссии, Америки, а также выпуск альманахов по материалам этих мероприятий под названием «Свиток 34» (Литературный альманах: выпуск 3 Издательство STELLA, Германия Год выпуска — 2021ISBN 978-3-95772-241-6)
В 2017 году был удостоен медали «Русская Звезда» им. Ф. И. Тютчева за весомый вклад в литературу.
Стихи публиковались в «Московском комсомольце», «Литературной учёбе», «Истоках», «Смене», альманахе «Поэзия», в «Дне Поэзии — 1989», «Собеседнике», а также во Всероссийских «Дне поэзии — 2006» и «Дне поэзии — 2007» и в «Санкт-Петербургском Дне Поэзии — 2007», «Тёплом стане», в трёх антологиях серии «Стихия»: в журналах «Алеф», «22», «Юг», «Галилея», «У», «Роза Ветров»;«Литературный Иерусалим», в газетах «Вести», «Новости недели», «24-часа», в антологиях — «Антологии поэзии. Израиль 2005», «120 поэтов», «Русское Зарубежье», «Год поэзии», «Созвучие муз» (Германия).
Скончался 16 мая 2019 года. Был похоронен 23 мая в 11 часов в Кирьят-Гате.

### Личная жизнь
- Отец — Фридлянд, Семён Яковлевич (17 апреля 1927—7 марта 1978) — советский и украинский спортсмен и тренер; мастер спорта СССР (1952).
- Мать — Фридлянд (Курузбавер) Адела Давидовна (25 июня 1929 — 7 февраля 2021).
- Жена — Бендерская Валентина Владимировна — музыкант, поэт, переводчик, «Отличник народного образования Украины», лауреат премии ИСП имени Владимира Набокова за 2018 год, удостоена звания МГП «Виртуоз словесности» 2018. Родилась в Бердичеве (Украина). Основатель хоровой студии «Струмочек» (Житомир, Украина), костяк которого составлял хор мальчиков и юношей. Автор оригинальной методики преподавания теории музыки и сольфеджио на основе релятивного метода («Митець — культура — выміри часу», Міжнароднi науковi читання 2016 в Музеi Бориса Лятошинського в Житомирi, Видавець Євенок О. О., Житомир, 2016, стр. 430—440. ISBN 978-617-7265-96-1, «Митець — культура — выміри часу», Міжнароднi науковi читання 2017 в Музеi Бориса Лятошинського в Житомирi, Видавець Євенок О. О., Житомир, 2017, стр.494-500. ISBN 978-617-7483-97-6 Издательство О. О. Евенок, Житомир, на русском, украинском, польском, английском языках) подготовила к выпуску учебник по сольфеджио и теории музыки.

Автор семи поэтических книг:
«Фрейя», Житомир, «Полесье», 2012, ISBN 978-966-655-598-637-3
«Стихи из мусорной корзины», Житомир, «Рута», 2013, ISBN 978-617-581-202-0
«Асфодели непознанный профиль» — новые стихи, переводы с польского, песни на её стихи. Житомир, «Волынь», 2015, ISBN 978-966-690-184-5
«Выкрутасы эйдоса» в соавторстве с Леонидом Колгановым, «Издательский Дом Хелен Лимоновой», Тель-Авив, 2017, ISBN 978-965-572-384-7
«Любовь-Крысолов», Издательство: STELLA, Германия, 2019, ISBN 978-3-95772-158-7
П’ятикнижжя, Валентина Бендерська і Олена Корж. Нiмеччина: STELLA — 2020, 123 стр., ISBN 978-3-95772-209-6 (укр. мовою), (С.5-101)
Passacaglia, Германия: STELLA — 2023, 143 стр., ISBN 978-3-95772-296-6 
Автор идеи и составитель антологии поэтов Житомирщины «ПАРК Шодуара» (Поэтическая Антология Родного Края Шодуара), Житомир, Видавець Євенок О. О. (Идатель Евенок А. А.), 2018, ISBN 978-617-7703-62-3
Член Международной Гильдии Писателей, член Международного Союза писателей Иерусалима, Почётный член союза независимых писателей Болгарии. Валентина Бендерская инициатор и организатор Всеизраильского поэтического клуба «ПоВтор» в Тель-Авиве, которым руководит совместно с Леонидом Колгановым. В рамках работы клуба организует Международные поэтические телемосты «Поэзия без границ». Инициатор и составитель альманаха «Свиток 34» по материалам этих телемостов (Житомир, Видавець Євенок О. О., 2018 ISBN 978-617-7607-81-5). Печатается в журналах и альманахах СРПИ, МГП, МСПИ таких, как «Новый Ренессанс», «Созвучие муз», «Крестовый перевал», «Под эрой Водолея», «Юг», «Литературный Иерусалим» и других. Многие стихи переведены на украинский, польский, болгарский, немецкий, английский языки. Бендерська Валентина Володимирівна

## Отзывы
Леонид Колганов — поэт стихии. Неугомонность, доходящая до неприкаянности — и золотое сердце, бесконечная преданность русской поэзии.Александр Карпенко